# بوبوباوا
بوبوباوا، أيضًا بوبو باوا، هو اسم روح شريرة أو شيطانية، يعتقد سكان زنجبار أنه ظهر لأول مرة في جزيرة بيمبا التنزانية. في عام 1995، كان بؤرة اندلاع الهستيريا الجماعية أو الذعر الذي انتشر من منطقة بيمبا إلى أونغوجا، الجزيرة الرئيسية في أرخبيل زنجبار، وعبر دار السلام ومراكز حضرية أخرى على ساحل شرق إفريقيا.

## معنى الاسم
بوبوباوا هو اسم سواحلي يُترجم حرفيًا إلى «جناح خفاش» (من السواحيلية بوبو، "خفاش"، وباوا، "جناح"). يقال إن هذا الاسم نشأ كوصف للظل المظلم الذي تلقيه الروح عندما تهاجم في الليل: لا يشير إلى الشكل الفعلي للروح، والذي يمكن أن يتغير. يستخدم المتحدثون باللغة السواحيلية أيضًا صيغة الجمع للاسم - مابوبوباوا - للإشارة إلى مظاهر متعددة للروح المخيفة. تتم صياغة هذا الجمع باسم «بوبوباوات».

## وصف وسلوك
بوبوباوا هو متحول يتم وصفه بأنه يأخذ أشكالا مختلفة، وليس فقط أنه من الخفافيش كما يوحي اسمه. يمكن أن يأخذ شكلاً بشريًا أو حيوانيًا، ويتحول من واحد إلى آخر. يزور بوبوباوا عادةً المساكن في الليل، ولكن يمكن رؤيته أيضًا في النهار. يرتبط أحيانًا بوجود رائحة كبريتية، لكن هذا ليس هو الحال دائمًا. يهاجم بوبوباوا الرجال، النساء والأطفال، وقد يهاجم جميع أفراد الأسرة قبل أن ينتقل إلى منزل آخر في الحي. يمكن أن تشتمل هجماته الليلية على اعتداء جسدي بسيط و/أو ظواهر شبيهة بعقيدة الروح الشريرة؛ لكن أكثر ما يخشاه الناس هو الاعتداء الجنسي والاغتصاب الشرجي للرجال والنساء.
غالبًا ما يتم حث الضحايا على إخبار الآخرين بأنهم تعرضوا للاعتداء، ويتم تهديدهم بزيارات متكررة من قبل بوبوباوا إذا لم يفعلوا ذلك. أثناء حالات الذعر من بوبوباوا، يحاول العديد من الأشخاص الاحتراس من الهجوم عن طريق قضاء الليل مستيقظين خارج منازلهم، وغالبًا ما يتجمعون حول نار مفتوحة مع أفراد الأسرة والجيران الآخرين. يحدث الذعر في أغلب الأحيان في زنجبار، في جميع أنحاء جزيرة بيمبا وفي شمال وغرب جزيرة أونغوجا، بما في ذلك مدينة زنجبار. كما تم الإبلاغ عن وقوع حوادث في دار السلام ومدن أخرى على ساحل البر الرئيسي لتنزانيا.

## أصل وتاريخ
كما هو الحال مع المخلوقات الأسطورية، بوبوباوا من أصل حديث إلى حد ما.
تعود مشاهدات بوبوباوا إلى ما يقرب من أربعين عامًا فقط؛ يذكر باركين أن التقارير الأولى تعود إلى عام 1965 في جزيرة بيمبا، وظهرت بعد فترة وجيزة من الثورة السياسية لتلك الجزيرة. تبع ذلك مشاهد معروفة أفضل في عام 1970، وظهر المخلوق بشكل دوري في الثمانينيات، وبلغ ذروته في عام 1995. مرت خمس سنوات دون رؤية، ولكن ظهرت بوبوباوا لفترة وجيزة في عام 2000 ومرة أخرى في عام 2007.
تقترح قصة منشأ شعبية لبوبوباوا أنه في السبعينيات أطلق شيخ غاضب الجن للانتقام من جيرانه. فقد الشيخ السيطرة على الجن الذي سلك طرق شيطانية. لقد قيل أنه بسبب ماضي زنجبار كسوق رقيق يديره العرب، فإن قصة بوبوباوا هي ذكرى اجتماعية واضحة لأهوال العبودية (باركين 2004). جاء العديد من الأساطير حول زنجبار من المستعمرين والتجار في الماضي، بما في ذلك العرب، البرتغاليين، الهنود، الصينيين، البريطانيين، الفرس والأفارقة.[بحاجة لمصدر]

## ذعر بوبوباوا حديث
تتزايد التقارير عن هجمات بوبوباوا وتنخفض مع الدورة الانتخابية في زنجبار، على الرغم من أن الضحايا يجادلون بأن بوبوباوا غير سياسي. ارتفعت تقارير بوبوباوا بشكل كبير مؤخرًا نسبيًا، في عام 1995. تم الإبلاغ عن موجة أخرى من الهجمات في دار السلام في عام 2007. أحد التفسيرات المطروحة لربط الدورة الانتخابية هو الادعاء بأن بوبوباوا هو الشبح الانتقامي للرئيس المغتال عبيد كرومي، أو أنه تم استدعاؤه من قبل حزب شاما تشا مابيندوزي السياسي.
يؤكد القرويون أن بوبوباوا يصبح غاضبًا إذا تم إنكار وجوده. يُزعم أن بوبوباوا تحدث إلى مجموعة من القرويين في بيمبا في عام 1971 من خلال فتاة يمتلكها الوحش. وتحدثت الفتاة، التي تدعى فطومة، بصوت رجل عميق، ثم قال القرويون إنهم سمعوا صوت سيارة تسرع وتقفز على سطح قريب. يؤمن العديد من الموجودين على الجزر بطرد الأرواح الشريرة، ويضعون سحرًا على قاعدة أشجار التين، أو يضحون بالماعز.
أجرى بنيامين رادفورد مقابلات مع الأطباء في مجموعة زنجبار الطبية (المستشفى الرئيسي في زنجبار) ولم يبلغ أي منهم عن علاج ضحايا بوبوباوا.
بعد أن تم الإبلاغ عن الحوادث التي شملت بوبوباوا في عام 1995، تم نشر مقال في مجلة سكبتيكال إنكواير بواسطة جو نيكل بخصوص هذه الظاهرة. في المقالة قارنَ نيكل التجارب الموضحة من زيارات بوبوباوا مع أعراض حلم اليقظة، المعروف أيضا باسم شلل النوم أو تابع للنوم أو هلوسة هيبناغوجيا. واصل نيكل وصف بعض أعراض حلم اليقظة على أنها تشمل «الشعور بالثقل أو حتى بالشلل. بالتناوب، قد» يطفو«المرء أو يمر بتجربة الخروج من الجسد. تشمل الخصائص الأخرى الوضوح الشديد للحلم والمحتوى الغريب و/أو المرعب». أيضًا قارنَ نيكل هذه الأعراض مع تلك التي تم مواجهتها من قبل الناس الذين يدعون أنهم تعرضوا لهجوم من حضون، قرينة أو عفريتة من الفولكلور الغربي، وفي حالات أكثر حداثة، مع اختطاف فضائي. صدر كتاب في عام 2017 بعنوان «بوبوباوا: حديث تنزاني، أخطاء عالمية في القراءة» (Popobawa: Tanzanian Talk, Global Misreadings) لكاترينا دالي طومسون انتقد نيكل، مدعيًا أنه «يربط سكان زنجبار بالخوف، والغربيين بالشك». أجاب نيكل بأنه يوافق على أن «الغربيين يجب أن يكونوا حذرين من فرض أنماط مبسطة على ثقافة أخرى، لكن يجب عليهم أيضًا ألا يخجلوا من الإدلاء بملاحظات علمية عند الاستنتاج المنطقي».

## في الثقافة الشعبية
- كان أيضا في عرض عائلة ساترديز في حلقة «ملك كوماري كاندام».
- في عام 2008، ظهر في حلقة من المسلسل التلفزيوني الأمريكي الواقعي الخارق ديستنيشن تروث بعنوان خفاش شيطان.
- تدور إحدى القصص في دارك مونز رايسينغ أون أي ستارلس نايت (Dark Moons Rising on a Starless Night)[14] حول بوبوباوا.